# Конопельки
Конопе́льки — село Томашівської сільської громади Фастівського району Київської області. Населення становить 9 осіб. Розташоване понад річкою Сивкою між Соснівкою та Козичанкою.

## Історія
Між Козичанкою і Соснівкою був невеликий ліс, що в народі називали Конопельками. Його вирубали у 1914—1920 роках, і цю територію тоді називали «Корчі». Згодом козичанці почали сіяти там овес і саджати картоплю, бо хоч ліс був і державний, але земля проголошена Радянською владою селянською. Оскільки та земля була розташована на території Соснівської поміщицької частини, виникли суперечки через неї. Старожили згадують: «Соснівці говорили: „Це наша земля“, — а козичанці: — „Ні, наша“. Домовились на тому: хто перший привезе з Києва землеміра, того й буде земля. Як козичанці — то козичанською земля буде, а як соснівці — то соснівською». Місцевий активіст у той час мав право привезти з міста лише одного службовця для роботи в селі. І керівництво сусіднього села якось умовило козичанського активіста Петра Купрія привезти з міста для свого села не землеміра, а священика, якого в той час не було в Козичанці. Він так і зробив.
Отже, Соснівка офіційно відміряла і закріпила за сільською радою ту землю, а козичанцям дозволили лише зібрати свій урожай, після чого переселенці з села Соснівки заснували на спірному місці свій хутір — Конопельки. На 1924 рік там проживали 15 осіб, пізніше хутір розрісся і нараховував понад 50 мешканців. Але в 70-х роках XX століття цей населений пункт ледь не зник, у ньому лишилося тільки чотири садиби. Та згодом на цій землі виросли дачні будиночки, і це допомогло хутору залишитися на карті.

## Населення

### Мова
Розподіл населення за рідною мовою за даними перепису 2001 року:
| Мова       | Кількість | Відсоток |
| ---------- | --------- | -------- |
| українська | 9         | 100 %    |